# Ángeles González-Sinde
Ángeles González-Sinde Reig (Madrid, 7 de abril de 1965) es una guionista y directora de cine española, actual presidenta del Real Patronato del Museo Nacional Centro de Arte Reina Sofía desde 2020. Anteriormente, entre 2009 y 2011 fue ministra de Cultura del Gobierno de España y entre 2006 y 2009 fue presidenta de la Academia de Cine.

## Biografía
Hija del cineasta José María González-Sinde, fundador y primer presidente de la Academia de las Artes y las Ciencias Cinematográficas de España (AACCE), y de Ángeles Reig. Tiene un hermano (homónimo de su padre) también dedicado al mundo del cine. Su hermano menor, David falleció en un accidente de tráfico en mayo de 2011.
Su pareja, Claudio López Lamadrid, falleció en enero de 2019.
Estudió Filología Clásica en la Universidad Complutense de Madrid, realizó un máster de Guion Cinematográfico en la Universidad Autónoma de Madrid y perfeccionó sus estudios de cinematografía en el American Film Institute de Los Ángeles. Antes de dedicarse profesionalmente al cine, González-Sinde trabajó como traductora, promotora de conciertos, redactora de la revista femenina Cosmopolitan y en una editorial.
Ha sido la guionista de numerosas series de televisión, como Truhanes o La casa de los líos, así como de una docena de películas, entre ellas La buena estrella, de Ricardo Franco (1997), por la que obtuvo su primer premio Goya. Su debut como directora, y uno de sus trabajos más premiados, fue la película La suerte dormida (2003), protagonizada por Adriana Ozores. También fue directora de uno de los cortos de Madrid 11M: Todos íbamos en ese tren (2004). Su guion más reciente, la comedia de sexo explícito Mentiras y gordas (2009), protagonizada por actores de gran popularidad gracias a su participación en teleseries, ha resultado un gran éxito de taquilla.
Desde diciembre de 2006 estaba al frente de la presidencia de la Academia de las Artes y las Ciencias Cinematográficas de España (AACCE), cargo en el que sustituyó a la actriz Mercedes Sampietro.
En junio de 2008 apoyó el Manifiesto por la lengua común.
En junio de 2020 fue nombrada presidenta del Real Patronato del Museo Nacional Centro de Arte Reina Sofía. En esta fecha fue nombrada vicepresidenta Beatriz Corredor, ambos cargos son sin remuneración.

### Ministerio de Cultura
Tras la profunda remodelación del Gobierno de España del 7 de abril de 2009 fue nombrada Ministra de Cultura como independiente, sustituyendo a César Antonio Molina.
El día 17 de septiembre de 2011 anunció que abandonaría su carrera política para dedicarse al cine.

### Controversia de laLey Sinde
Durante la gala de los Premios Goya 2009, como presidenta de la Academia del Cine, había realizado un discurso en contra de las descargas gratuitas de archivos, afirmando que ponían en peligro la supervivencia del cine español, beneficiando únicamente a las operadoras de ADSL. Por ello, su nombramiento como Ministra de Cultura provocó un movimiento de rechazo inmediato entre grupos de internautas. La Asociación de Internautas (AI) consideró su nombramiento como una provocación de Zapatero a la comunidad de internautas. El mismo día de su elección se creó en un grupo de protesta en Facebook exigiendo su dimisión. Otro de los argumentos aducidos por la Asociación de Internautas para pedir su dimisión es que su nombramiento contradiría las prescripciones de la Ley 5/2006, de 10 de abril, de regulación de los conflictos de intereses de los miembros del Gobierno y de los Altos Cargos de la Administración General del Estado.
En enero de 2010, un recurso contra la falta de imparcialidad de Ángeles González-Sinde fue admitido por la Audiencia Nacional.
A finales de enero de 2011, la red social de acción comunitaria Actuable hospedó una propuesta de envío de carta al gobierno por parte de cada firmante, en la que solicitaba a petición popular la dimisión de la ministra y que, a mediados de febrero de 2011, unas 3 semanas después, reunía ya una cifra cercana a las 25000 firmas (~22600) sin un periodo de cierre de la propuesta. No obstante, la iniciativa tan solo sería a nivel testimonial no constituyendo una iniciativa legislativa popular (500 000 firmas) por la no obligatoriedad de datos legales (nombre completo real y DNI) en las firmas de los usuarios.
Iniciativas parecidas en Internet (Facebook entre otros) así como manifestaciones (como la del grupo activista «Anonymous») en contra de la Ley Sinde, han seguido estando a la orden del día en el 2011, en especial, desde el anuncio de Álex de la Iglesia de dimisión al frente de la Academia de cine de España por divergencias respecto a esta ley tras la enmienda negociada de PSOE y PP. Tal es el caso, que desde algunas redes como Twitter incluso se le propuso como sustituto de González-Sinde en el ministerio.
La "Ley Sinde" en realidad era la disposición final segunda de la Ley de Economía Sostenible (que pasó a ser la disposición final cuadragésima tercera en el texto definitivo), relativa a la regulación de webs y la protección de la propiedad intelectual. El 15 de febrero de 2011 fue finalmente aprobada por el Congreso. Sin embargo, el gobierno de Rodríguez Zapatero no llegó a aprobar el Reglamento de la "Ley Sinde" por falta de consenso entre sus miembros.
Fue el nuevo gobierno del Partido Popular presidido por Mariano Rajoy el que aprobó a propuesta del ministro de Educación, Cultura y Deportes José Ignacio Wert el Real Decreto del reglamento de la "Ley Sinde" (por lo que algunos medios a partir de ese momento comenzaron a llamarla "Ley Sinde-Wert") en el que se establecían las atribuciones de la Comisión de Propiedad Intelectual que comenzaría a funcionar el 1 de marzo de 2012.
En junio de 2020 el Real Patronato del Museo Nacional Centro de Arte Reina Sofía la eligió por unanimidad como su presidenta para el periodo 2020–2023.
Participó en La conquista de la democracia, serie documental producida por RTVE y Tevescop, basada en una idea original de Nicolás Sartorius y Fernando Galindo. Dirigió el segundo de los seis capítulos, El principio del fin, con estreno previsto en marzo de 2025 en La 2 y RVEPLay. .

## Filmografía

### Como guionista
- La casa de los líos — serie de TV (1 episodio, 1996).
- La buena estrella (1997), de Ricardo Franco.
- Lágrimas negras (1998), de Ricardo Franco.
- Segunda piel (1999), de Gerardo Vera.
- Las razones de mis amigos (2000), de Gerardo Herrero.
- Antigua vida mía (2001), de Héctor Olivera.
- Cuéntame cómo pasó — serie de TV (2001).
- El misterio Galíndez (2003), de Gerardo Herrero.
- Manolito Gafotas - serie de TV (2004), de Antonio Mercero.
- La suerte dormida (2003).
- La vida que te espera (2004), de Manuel Gutiérrez Aragón.
- La puta y la ballena (2004), de Luis Puenzo.
- Madrid 11M: Todos íbamos en ese tren (2004), de varios directores.
- Entre vivir y soñar (2004), de Alfonso Albacete y David Menkes.
- Heroína (2005), de Gerardo Herrero.
- Los aires difíciles (2006), de Gerardo Herrero.
- Todos estamos invitados (2007), de Manuel Gutiérrez Aragón.
- Una palabra tuya (2008).
- Mentiras y gordas (2009), de Alfonso Albacete y David Menkes.
- Amar es para siempre (2016-2019), de Eduardo Casanova. Diagonal TV
- Bosé (2022), serie de Shine Iberia para Paramount.   [39]
- El principio del fin (2025). Capítulo de la serie La conquista de la democracia. RTVE. [38]
- Tierra baja (2025) de Miguel Santesmases.

### Como directora
- La suerte dormida (2003).
- Madrid 11M: Todos íbamos en ese tren (2004) — segmento «Como los demás».
- Una palabra tuya (2008).
- El comensal (2022).
- El principio del fin (2025). Capítulo de la serie La conquista de la democracia. RTVE [38]

### Como actriz
- El Love Feroz o Cuando los hijos juegan al amor (1973) como Rosa
- El bengador Gusticiero y su pastelera madre (1977)
- La buena estrella (1997) de Ricardo Franco, en el papel de funcionaria del registro civil

## Premios
Medallas del Círculo de Escritores Cinematográficos
| Año  | Categoría            | Película         | Resultado |
| ---- | -------------------- | ---------------- | --------- |
| 2008 | Mejor guion adaptado | Una palabra tuya | Ganadora  |

- Premio Goya al mejor guion original por la La buena estrella, de Ricardo Franco (1997).
- Nominación al premios del Círculo de Escritores Cinematográficos al mejor guion adaptado por Las razones de mis amigos (2000), de Gerardo Herrero.
- Nominación al premio al mejor guion adaptado de la Asociación de Críticos Cinematográficos de Argentina por Antigua vida mía (2001), de Héctor Olivera.
- Nominación a la mejor película en el Festival de Cine de Bogotá por La suerte dormida (2003).
- Nominación al premio a la mejor película en la Semana Internacional de Cine de Valladolid por La suerte dormida (2003).
- Premio Goya a la mejor dirección novel por La suerte dormida (2003).
- Premio Turia al mejor trabajo novel por La suerte dormida (2003).
- Biznaga de Plata al mejor guion en el VIII Festival de Málaga por Heroína (2005), de Gerardo Herrero.
- Premio Edebé de literatura infantil por Rosanda y el arte de birli birloque. (2006)
- Nominación al Goya en 2008 el mejor guion adaptado por Una palabra tuya.
- Finalista premio Planeta 2013

## Distinción
- 30 de diciembre de 2011, Dama gran cruz de la Orden de Carlos III.[41]

- 23 de junio de 2020, presidenta del Real Patronato del Museo Nacional Centro de Arte Reina Sofía.